# Моргана
Моргана или още феята Моргана е магьосница от легендата за крал Артур. Оптичното явление Фата моргана е наречено в нейна чест.
В ранните произведения Моргана е представена просто като вълшебница, магьосница, но в по-късната средновековна литература тя се превръща в по-голямата сестра на Артур. По-късно застава на страната на Мордред срещу брат си. Тя е една от вълшебниците, които отнасят смъртноранения Артур на Авалон.